# Gré Visser
Gré (Margrieta) Visser (Hoorn, 9 april 1917 — aldaar, 5 oktober 2012) werd op 12 september 2011 benoemd tot ereburger van de Noord-Hollandse gemeente Hoorn. Zij ontving deze eretitel vanwege het redden van vele joodse burgers, en anderen die voor hun leven moesten vrezen, tijdens de Tweede Wereldoorlog.

## Biografie
Visser is van socialistische huize. Zij leerde bij de vredesbeweging en bij een cursus Esperanto haar eerste man, Jan Ruiter, kennen. Na hun huwelijk gingen zij in een woon-winkelhuis aan de Grote Oost wonen. Daar woonde ook Piet Ruiter, de broer van Jan. De broers hadden samen een meubelmakerij. Gré handelde hier in textiel. In 1942 zoekt het echtpaar voor het joodse artsenpaar Mustaaf een onderduikadres. Hierna volgen verscheidene mensen die gedurende de oorlog voor korte of langere tijd  in het eigen woonhuis bij het echtpaar Ruiter-Visser onderduiken. De eerste mensen die in huis genomen werden, was het echtpaar Soesman, een zakenrelatie van Jan. Dit terwijl de Ortskommandantur vlakbij in het pand op nummer 6 zat. Vlak nadat zij hiervoor werd opgepakt ontsnapte ze en na thuiskomst bood ze opnieuw onderdak aan onderduikers. Voor de onderduikers werd de achterzijde van de woning verbouwd zodat twee kasten rondom een schoorsteen dienst konden doen als opvangplek. Naast het verzorgen van een schuilplaats was Visser meer actief in het verzet. Zij werkte onder andere als koerier, maar zij vervalste ook persoonsbewijzen en stempels. Doordat zij en haar man goede contacten hadden op het Stadhuis, kon zij aan extra bonkaarten komen. Naast hulp bieden aan onderduikers, verzorgden Visser en Ruiter ook af en toe een plek voor vergaderingen van de Landelijke Organisatie voor Hulp aan Onderduikers. In 1944 werd Visser door de Landwacht aangehouden en na verhoord in Hoorn naar Amsterdam gebracht. In Amsterdam werd Visser door Willy Lages, het hoofd van de Sicherheitsdienst, verhoord. Doordat zij in Hoorn valse verklaringen heeft gegeven, onder andere dat het huwelijk zeer slecht ging en dat Jan haar dwong om joden onderdak te bieden, kon er in Amsterdam weinig met haar gedaan worden. Zij werd daardoor vrij snel weer naar huis gestuurd. Na thuiskomst kwamen er weer nieuwe onderduikers bij het stel in huis. Tijdens de Hongerwinter had het huishouden grote moeite om alles rond te krijgen. Kort na de bevrijding is er van het gezelschap, het gezin bestaande uit Jan, Gré en hun twee zoons en de onderduikers, een foto gemaakt. Een reproductie is in de vorm van een gedenksteen in de voorgevel van het pand aangebracht. In de maanden voor de bevrijding kwam Ruiter nog bijna in de problemen, doordat hij beschuldigd werd van handel in bonkaarten. Hierbij verdedigde Visser haar man.
Na de oorlog gingen Visser en Ruiter uit elkaar. Visser vertrok naar Amsterdam, omdat het huis aan Ruiter was toegewezen. Na een zekere tijd keerde ze terug en begon een winkel aan het Grote Noord. Zij leerde in Hoorn haar tweede man, Piet Pronk, kennen. Hij overleed in 1972 op 64-jarige leeftijd. In 2009 trad Visser in de openbaarheid over haar verzetswerk. Zij schreef over haar tijd in de oorlog het boekje Toen was ik Greetje van Hoorn…nu Gré Visser. Het boek werd in 2011 officieel uitgegeven, bij de presentatie werd Visser door de gemeente Hoorn benoemd tot ereburger. De Israëlische ambassadeur Haim Divon reikte op 3 december 2015 de penningen en oorkondes van Yad Vashem aan twee kleindochters en een achterkleindochter van Gré Visser. Door deze handeling werd Visser benoemd tot Rechtvaardige onder de Volkeren.

## Onderscheidingen
- Ereburgerschap van de gemeente Hoorn in 2011
- Rechtvaardige onder de Volkeren, door Yad Vashem postuum toegekend in 2015